# Castanopsis formosana
Castanopsis formosana är en bokväxtart som först beskrevs av Sidney Alfred Skan, och fick sitt nu gällande namn av Bunzo Hayata. Castanopsis formosana ingår i släktet Castanopsis och familjen bokväxter. Inga underarter finns listade.